# Робінзон-Крузо (острів)
О́стрів Робінзо́н-Кру́зо (ісп. Isla Róbinson Crusoe pronounced: [ˈisla ˈroβinsoŋ kɾuˈso]) — найбільший острів архіпелагу Хуана Фернандеса, розташований за 674 км на захід від Чилі в південній частині Тихого океану. Архіпелаг складається з трьох островів: Робінзон-Крузо, Селькірка та Санта-Клара.

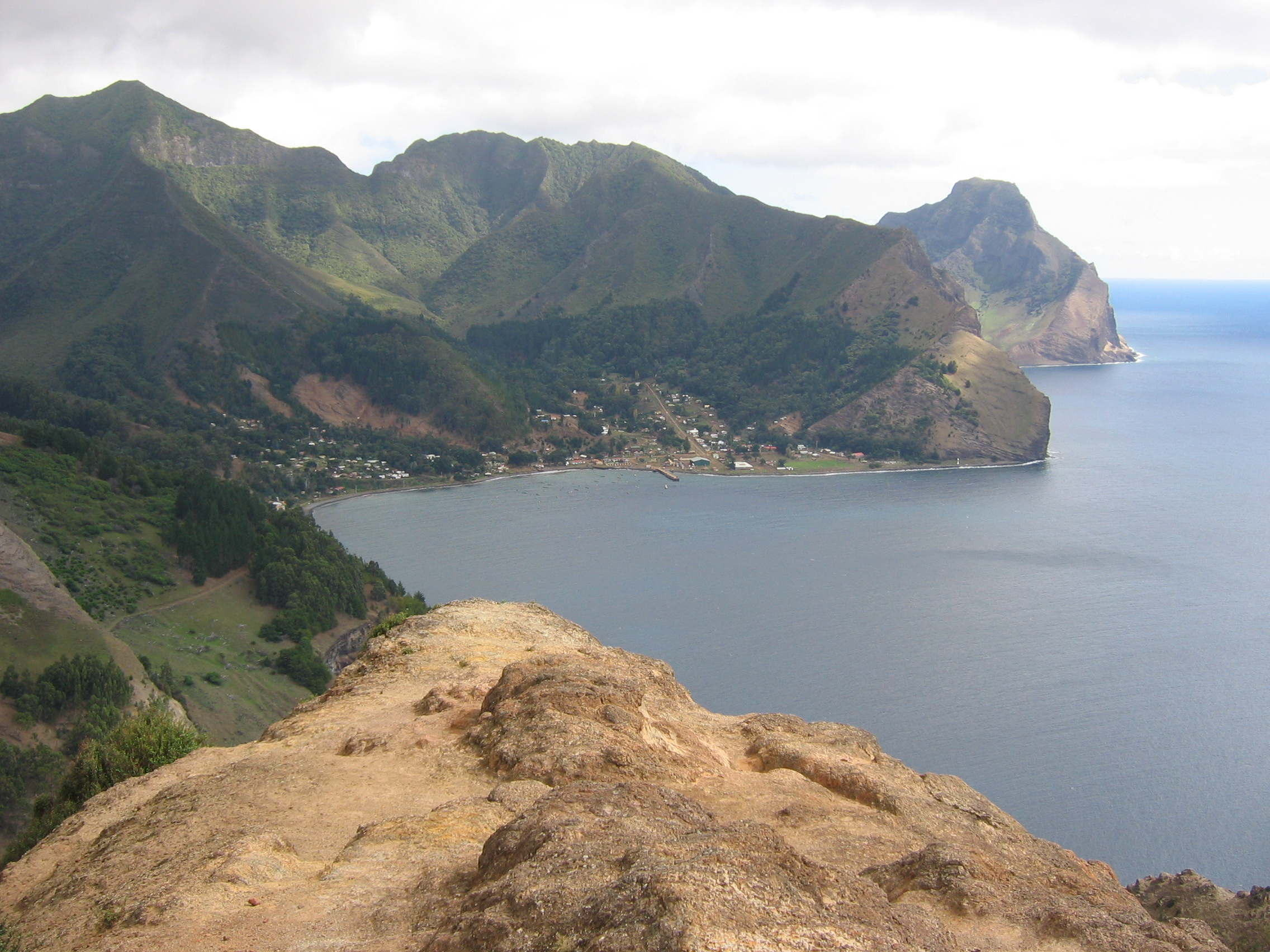
Вид на бухту на острові Робінзона Крузо

До того, як у 1966 році чилійський уряд перейменував острів на «Робінзон-Крузо», він мав назву Isla Más a Tierra («найближчий острів до землі»).

## Географія
Острів має горбистий та гористий рельєф, утворений у результаті дії вулканів та вітрової ерозії.

### Клімат
Острів знаходиться в зоні, котра характеризується середземноморським кліматом. Найтепліший місяць — січень із середньою температурою 17,8 °C (64 °F). Найхолодніший місяць — липень, із середньою температурою 11,7 °С (53 °F).
| Клімат Острова Робінзона Крузо | Клімат Острова Робінзона Крузо | Клімат Острова Робінзона Крузо | Клімат Острова Робінзона Крузо | Клімат Острова Робінзона Крузо | Клімат Острова Робінзона Крузо | Клімат Острова Робінзона Крузо | Клімат Острова Робінзона Крузо | Клімат Острова Робінзона Крузо | Клімат Острова Робінзона Крузо | Клімат Острова Робінзона Крузо | Клімат Острова Робінзона Крузо | Клімат Острова Робінзона Крузо | Клімат Острова Робінзона Крузо |
| Показник                       | Січ.                           | Лют.                           | Бер.                           | Квіт.                          | Трав.                          | Черв.                          | Лип.                           | Серп.                          | Вер.                           | Жовт.                          | Лист.                          | Груд.                          | Рік                            |
| Середня температура, °C        | 18                             | 18                             | 18                             | 16                             | 15                             | 13                             | 12                             | 12                             | 12                             | 13                             | 15                             | 17                             | 14                             |
| Норма опадів, мм               | 28                             | 31                             | 48                             | 86                             | 153                            | 168                            | 163                            | 114                            | 80                             | 54                             | 36                             | 27                             | 985                            |
| ------------------------------ | ------------------------------ | ------------------------------ | ------------------------------ | ------------------------------ | ------------------------------ | ------------------------------ | ------------------------------ | ------------------------------ | ------------------------------ | ------------------------------ | ------------------------------ | ------------------------------ | ------------------------------ |
| Джерело: Weatherbase           |                                |                                |                                |                                |                                |                                |                                |                                |                                |                                |                                |                                |                                |

## Історія
22 листопада 1574 року острів уперше відкрив іспанський мореплавець Хуан Фернандес. Він назвав його Мас-а-Тьєрра (Más a Tierra).
Острів став відомий завдяки моряку Александру Селькірку, який залишився на безлюдному острові в 1704 році й жив тут на самоті протягом 4 років та 4 місяців. Під час зупинки біля острова Мас-а-Тьєрра для поповнення запасів води, серйозно побоюючись за технічний стан судна, він заявив про своє бажання залишитись на острові і відмовився продовжувати подорож на кораблі, який потребував серйозного ремонту. Його капітан Томас Страдлінг, втомлений бунтівливим характером свого підлеглого, продовжив плавання без нього, залишивши йому на безлюдному острові рушницю, порох, столярські інструменти, ніж, Біблію та деяку одежу. Ця історія надихнула письменника Данієля Дефо написати роман Робінзон Крузо. Щоб острів викликав асоціацію з романом та задля розвитку туризму, чилійський уряд перейменував його на острів Робінзона Крузо в 1966 році.
26-28 жовтня 1914 року, під час Першої світової війни, біля острова зупинялась ескадра німецького адмірала Максиміліана фон Шпеє для поповнення запасів вугілля.
14 березня 1915 року поблизу острова відбулася військово-морська битва при Мас-а-Тьєрра, під час якої британські крейсери «Кент», «Глазго» та «Орама» в бухті Камберленд потопили німецький крейсер «Дрезден».
27 лютого 2010 року над островом пронеслось цунамі після землетрусу в Чилі силою 8,8 бала. У Сан-Хуан-Баутіста загинуло п'ятеро людей. Більшу частину селища зруйнувала природна стихія.

## Загальна інформація
Нині населення острова становить близько 600 осіб, які проживають у невеличкому поселенні Сан-Хуан-Баутіста; мешканці острова живуть за рахунок риболовства, в основному ловлі лангустів, та доходами від туризму. На острові є транспортні засоби, супутниковий доступ до інтернету, телебачення. У крайній південно-західній частині острова є злітно-посадкова смуга, здатна приймати невеликі літаки. Звідти пасажири на поромі дістаються до селища Сан-Хуан-Баутіста.
Останніми роками на острові дедалі більшої популярності набуває дайвінг; об'єктами особливої зацікавленості аквалангістів є залишки затопленого в роки Першої світової війни на глибині близько 60 метрів німецького крейсера «Дрезден».